# 丹佛掘金
丹佛金塊（縮寫：DEN）是一支位於美國科羅拉多州丹佛的職業籃球隊，分屬於NBA西區的西北組，主場為百事中心。球隊在1967年–1976年加入ABA聯盟，1976年起加入NBA。歷史上曾在1975-76賽季打進ABA總決賽，1977-78赛季、1984-85赛季、2008-09赛季、2019-20赛季、2022-23赛季五度打進NBA西區決賽，2022-23赛季首次進入NBA總決賽，並獲得隊史首座NBA總冠軍。

## 歷史

### 1960–70年代
丹佛金塊前身是丹佛火箭，於1967年成立，並加入ABA聯盟。在主場正式確定於丹佛之前，球隊曾在密蘇里州的堪薩斯城打球。進入ABA的最初幾個賽季，球隊一直掙扎在季后賽的邊緣。
1969-70賽季，備受爭議的新秀斯宾瑟·海伍德加盟球隊。海伍德是最早的幾個沒有完成大學學業而直接轉為職業球員之一的人，因此當時的NBA拒絕他加入聯盟。海伍德在ABA的首個也是唯一一個賽季中，場均拿下30+分和20+籃板，帶領丹佛火箭首度晉升分區決賽。不過一年后海伍德就離開了球隊，加盟西雅圖超音速隊跳槽到NBA。
由于ABA在與NBA的競爭中一直處于劣勢，丹佛火箭一直在尋找機會加入更加成熟的NBA聯盟。為了避免與NBA休士頓火箭撞名，1974年丹佛火箭把隊名改為丹佛金塊，一個前NBA球隊（1949-50賽季）的名字。不過仍然留在ABA，直到1976年ABA破產。1975-76賽季結束后，金塊和另外三支ABA球隊紐約籃網（進入NBA一年后改為紐澤西籃網）、聖安東尼奧馬刺、印第安納溜馬一起加入到NBA。
ABA的最后兩個賽季，在球隊經理大衛·湯普森和馬文·韋伯斯特的策劃下，引進了丹·伊塞爾和鮑比·瓊斯等实力球员，聘請拉里·布朗作為球隊主帥。金塊打出了球隊歷史上最好的成績，連續兩年取得超過70%的勝率，并且在1975-76賽季成功殺進ABA總決賽，不過2:4輸給了纽约篮网，錯過了唯一一次奪取ABA總冠軍的機會。
進入NBA后，丹佛繼續著在ABA時的強勁表現，在頭兩個賽季連續獲得分區冠軍，而第三個賽季也只是以一場之差的微弱劣勢失守錦標。不過，丹佛的好運并沒有帶進季后賽，1977-78賽季，球隊在西部決賽2:4輸給西雅圖超音速。
布朗在1978-79赛季结束后离开了丹佛掘金，球隊成績一落千丈。

### 英哥利許時代（1979–1991）
1981年道格·莫上任。道格·莫，採取動態進攻理論（motion offense，一種極具壓迫性的打法），要求球員不停快速運球，直到有人找到空檔進攻，從而把丹佛打造成一支極富競爭力的球隊。整個80年代，丹佛經常取得115分以上的高分，而在1981-82賽季，更是不可思議的每場比賽都拿到超過100分。1983年12月13日，丹佛和來訪的底特律活塞共同創造了NBA历史最高的單場370分記錄，不過丹佛經過三個加時的苦戰還是以184-186輸掉了這場瘋狂的比賽，這場比賽也讓金塊成為NBA史上得分最高的負方。
為配合教練的打法，球隊不斷引進攻擊力強的球員。1980-81賽季丹佛換來了兩位得分機器阿历克斯·英格利什和奇奇·範德維奇，他們的賽季平均得分都超過25分。1984-85賽季開賽前，球隊又用范德維格與波特蘭拓荒者交換得到了身高1米9的彈簧腿后衛拉法叶·利夫，低位強力大前鋒卡爾文·奈特以及中鋒韋恩·庫珀。极具慧眼的球队经理文斯·伯利拉还被评为了当年的最佳经理。唐·莫以英格利什為球隊核心，用進攻引領著NBA潮流。
從1981-82賽季起，球隊連續9個賽季闖進季后賽。1984-85賽季，丹佛以52勝30負的成績歷史上第三次獲得分區冠軍，并且在季后賽連克圣安東尼奧馬刺和猶他爵士，殺進西部決賽，可惜以1:4輸給了西部的老大洛杉磯湖人，無緣總決賽。1987-88賽季，丹佛在常規賽取得54勝28負，第四次拿下分區冠軍，教練唐·莫還獲得了NBA最佳教練稱號，不過球隊在西部半決賽就輸給了達拉斯小牛。
1989-90赛季结束后唐·莫離開了球隊，保羅·韋-斯特海德接任。韋-斯特海德奉行跑轟戰術（run and gun）理論，而且比莫更注重進攻忽略防守。事實上，韋-斯特海德所帶領的丹佛在自己拿到高分的同時送給對手更高的分數。
1990-91賽季，丹佛僅僅在常規賽中取得20勝62負的成績，不過球隊在當季再度創造一項得分記錄：1990年11月2日，金塊在當季揭幕戰主場迎戰金州勇士，全場比賽勇士以162比158取勝，這是NBA史上未經加時下的最高總分。不幸的是，金塊再一次成為輸球的一方。

### 穆托姆博時代（1991–2003）
1991年選秀大會，丹佛得到來自喬治敦大學的迪肯貝·穆托姆博，是來自非洲扎伊爾的身高2米18中鋒。以蓋帽和防守兇悍著稱的穆托姆博在首個賽季就表現不俗，作為新秀入選了全明星陣容，并在當年的最佳新秀評選中僅次於拉里·約翰遜。不過球隊成績依然無起色。
1992-93賽季開始之前，球隊炒掉了韋斯特海德，請來了前ABA傳奇人物，球員時代曾經效力丹佛的丹·伊塞爾作為球隊新教練，又在選秀大會上摘得了新秀前鋒拉方索·埃利斯和后衛巴倫特·史密斯。最終丹佛以36勝46負的成績結束賽季，距季后賽僅一步之遙。
1993-94賽季，伊賽爾帶領球隊取得42勝40負的成績，在唐·莫離開以后首度晉身季后賽。作為八號種子，丹佛首輪就對上頭號種子西雅圖超音速。在毫無意外地輸掉兩個客場之后，賽事回到丹佛的主場進行。背水一戰的丹佛連續拿下了兩個主場，把賽事拖到決勝局。在關鍵的第五場較量中，雖然第四節迪肯贝·穆托姆博完場起手超時，但丹佛在加時創造了奇跡，以98-94客場掀翻奪冠大熱門西雅圖超音速后，掘金成為了NBA歷史上僅一支上演讓二追三成功淘汰頭號種子的八號種子球隊。在隨后的西部半決賽對陣猶他爵士的比賽中，丹佛依然表現出色，把系列賽從第四場拖到第七場，不過最終還是未能再進一步。
1994-95賽季，丹佛獲得了超音速的射手戴爾·埃利斯，又在選秀大會上摘得密歇根大學的傑倫·羅斯，準備大展拳腳。不過主教練伊塞爾在賽季中離開了球隊，在助理教練吉恩·里特爾斯的帶領下，丹佛以41勝41負的戰績進入季后賽。首輪被圣安東尼奧馬刺3:0橫掃出局。
1995年，丹佛在選秀日交換到了洛杉磯快船的大前鋒安東尼奧·麥克戴斯，但是球隊核心穆托姆博在1995-96賽季結束后離開了丹佛前往亞特蘭大鷹，而球隊的多名主力受傷，掘金的成績一路下滑。
1997-98賽季，球隊差點打破NBA單賽季贏球場數最少的記錄，整個賽季他們只拿下了11場，只比1971-72賽季費城76人創下的9勝73負好。球隊在1997年12月9日到1998年1月23日連續輸掉23場比賽也追平了NBA史上最長的單賽季連輸記錄，比他們差的只有克里夫蘭騎士在1982年創下的跨賽季連輸24場。
進入新世紀，丹佛依然低迷的狀態。不過隨著前球隊明星球員Kiki-Vandeweghe出任球隊經理，丹佛正在醞釀著一次偉大的復興。范德維格于2001年8月9日上任后，先后引進多名實力球員，包括控球后衛安德烈·米勒，強力大前鋒內內，控球后衛厄爾·博伊金斯，中鋒马库斯·坎比，得分后衛瓊·巴里等等。

### 甜瓜時代（2003–2010）
2003年選秀大會上，范德維格用三號選秀權摘得了當年NCAA的最佳球員卡梅隆·安東尼。
2003-04賽季，作為新秀的安東尼取得場均21.0分、6.1個籃板，帶領丹佛時隔8年重新殺回季后賽，而金塊也成為了NBA歷史上第一支單賽季贏球不足20場而能在接下來的賽季闖進季后賽的球隊。不過丹佛在首輪遇到由當年MVP凱文·加內特率領的明尼蘇達森林狼，結果以1:4出局。
2004年12月28日，球隊主教練杰夫·布茲德里克被解雇，前湖人球員、洛杉磯明星隊教練邁克爾·科普接過臨時教鞭。不過球隊最終請來了經驗老道的喬治·卡爾作為球隊主帥。卡爾帶領球隊在賽季后半程打出了32勝8負的傲人成績。丹佛以49勝33負結束常規賽。不過金塊始終未能突破季后賽首輪，他們的對手是經驗豐富的圣安東尼奧馬刺，雖然丹佛在馬刺的主場先拿下一場，但之後連輸四場被淘汰。
2005-06賽季，借助重新分區帶來的好處（丹佛所在的西北賽區并沒有強隊），金塊獲得了18年來的首個分區冠軍，并且以三號種子的身份參加季后賽。不過由于常規賽成績不好，即使是面對六號種子洛杉磯快船也沒有主場優勢，最終以1:4輸給對手。
2006-07賽季，丹佛曾經有不錯的勢頭。然而12月16日在紐約麥迪遜花園廣場的鬥毆毀了了一切。球隊多名主力遭到禁賽，包括當時聯盟的得分王安東尼，而正值上升勢頭的安東尼平均每場能拿下31.6分。后來球隊交換來了費城76人隊的超級巨星阿倫·艾佛森，期待艾佛森和安東尼能組成全聯盟的最強火力。然而這個組合并沒有發揮出最大的威力，同時也限制了其他球員的發揮，掘金并沒有取得突破性的成績。以45勝37負進入季后賽后，丹佛再次以1-4惨败給马刺。
2007-08賽季，以50勝32敗的成績在西北組第二，排在西部聯盟第8種子。季後賽首輪碰上洛杉磯湖人，最終被直落4橫掃。賽季結束後，金塊將艾佛森交易至底特律活塞，換取昌西·畢拉普斯。
2008-09賽季，以54勝28敗的成績連莊西北組冠軍，排在西部聯盟第2種子，首輪以4-1擊敗紐奧良黃蜂晉級，當中包括第四戰做客黃蜂主場，以121-63，58分分差的NBA季後賽記錄勝仗；西部準決賽再以4-1擊敗達拉斯小牛晉級。只不過在西部決賽以2-4不敵洛杉磯湖人，也無緣挺進總決賽。
2009-10賽季，以53勝29敗的成績完成西北組3連霸，因在季賽中對猶他爵士取得3-1的對戰優勢，排在西部聯盟拿下第4種子，雖然第一場比賽以13分差距獲勝，但是被猶他爵士連贏三場，儘管金塊第五戰以14分差距贏球，最終仍以2:4被淘汰。雖然金塊在季後賽成績未能突破，但他們在常規賽的表現卻是令觀眾賞心悅目，場均過百的記錄，在當時以防守作主導的NBA是比較少見的。

### 丹佛田徑隊（2010–2015）
2010-11賽季，季中將主力球星卡梅隆·安東尼交易至纽约尼克斯。最終以50勝32敗的成績，西北組第二，西區第五種子。季後賽首輪以1:4被俄克拉何马城雷霆淘汰。
2011-12賽季，以38勝28敗的成績西北組第二，排在西區第6種子。季後賽首輪碰上洛杉磯湖人，雖然金塊在前六場系列賽打成3平，最終還是輸掉決勝第7戰，連兩年都在首輪淘汰。
2012-13賽季，以57勝25敗的成績西北組第二，排在西區第3種子，將在季後賽首輪碰上同樣以「跑轟戰術」聞名的金州勇士，最終以2:4，連續四個球季都在首輪淘汰。随后金塊隊宣布開除總教練喬治·卡爾，總經理馬薩伊·烏杰里也轉至暴龍隊當總管，由前新奥尔良黄蜂（現今新奥尔良鹈鹕）總管蒂姆·康纳利和前印第安那步行者助理教練布莱恩·肖分别出任金塊總管和總教練。
2013-14賽季，以36勝46敗的成績西北組第四，排在西區第11名，此时掘金早已伤痕累累，蓋里納利（去年左膝十字韧带撕裂，没有为掘金在2013-14赛季打比赛），羅賓遜（左膝前交叉韧带撕裂），麦基（左腿胫骨应力性骨折，只打了5场）和希克森（右膝前交叉韧带撕裂）等人先后受重伤报销。伤病让他们打得越来越差，时隔9年，再次无缘季后赛。
2014-15賽季，以30勝52敗的成績，西北組第四，排在西區第12名，無緣季後賽。

### 約基奇時代（2015–至今）
2015-16賽季，金塊選擇前國王主教練迈克尔·马龙，並达成一份为期4年的协议，合同最后一年为球队选项。最終在執教的第一年以33勝49敗的成績，西北組第四，並排在西區第11名，無緣季後賽。
2016-17賽季，以40勝42敗的成績，西北組第四，並排在西區第9名，無緣季後賽。
2017-18賽季，保羅·米爾塞普簽下一份三年9000萬的合同。攸關本賽季最後一張季後賽門票，最終在延長賽以106：112不敵明尼蘇達灰狼，無緣季後賽。

#### 2018-：重返季後賽
2018-19賽季，靠著約基奇和莫瑞等人，在上半季取得西區第一；在3月19日的比赛中以114-105击败波士頓賽爾提克，就在此役过后，正式锁定季后赛位置，終於结束了六年未打进季后赛的干旱之旅；在4月6日的主场以119-110战胜波特蘭拓荒者，並且在此役过后，以53胜26负的战绩，正式锁定了西北赛区冠军，自從2010年以来，时隔9年再度获得此殊荣。金塊以54勝28敗的成績，西區第2種子的身分前進季後賽，對上第七種子聖安東尼奧馬刺，最終以4比3驚險晉級；次輪對上第三種子波特蘭拓荒者，最終打到「搶七」，終場以96:100敗北，系列賽以3比4遭淘汰，止步次輪。
2019-20賽季，以西區第三種子晉級季後賽，第一輪和第六種子猶他爵士交手，原先已1比3落後對手，但連勝3場逆轉，最終4比3驚險晉級；次輪對上休息多日的第二種子洛杉磯快艇，並再次以1比3落後，再次連勝3場逆轉，翻盤晉級；西區決賽對手為第一種子洛杉磯湖人，但最終以1比4落敗，遺憾出局，無緣總冠軍賽。
2020-21賽季，以西區第三種子晉級季後賽，首輪以4比2戰勝第六種子波特蘭拓荒者，次輪以0比4被第二種子鳳凰城太陽橫掃，遺憾出局。
2021-22賽季，以西區第六種子晉級季後賽，首輪以1比4遭到第三種子金州勇士淘汰，遺憾結束賽季。約基奇連續兩年當選NBA最有價值球員。

##### 2022-23賽季：新王加冕，奪得隊史首座總冠軍
例行賽最終成績為53勝29敗，排名為西區第一，並拿下睽違三年的西北組冠軍，晉級季後賽。金块先后于首輪以4比1淘汰第八種子明尼蘇達灰狼，以及在次輪以4比2淘汰第四種子菲尼克斯太陽，成功继2020年后再次晉級西區决赛。在西決，对手为第七种子洛杉磯湖人；这是金块队史第四次晋级西区决赛，而每次晋级皆碰上湖人。然而，与以往不同，这年金块以4比0橫掃湖人，贏得西區冠軍，約基奇获得西區決賽最有價值球員，並為隊史首次進入NBA總決賽。在決賽，金块以4比1淘汰東區冠軍邁阿密熱火，獲得2023年NBA總冠軍，並奪得隊史47年以來的首座冠軍金盃，NBA總決賽FMVP為約基奇。

##### 2023-24賽季：衛冕魔咒爆發，無緣二連霸
例行賽最終成績為57勝25負，排名為西區第二，晉級季後賽；首輪以4：1淘汰西區第七種子洛杉磯湖人，前進次輪；次輪將對決西區第三種子明尼蘇達灰狼，系列賽兩隊各在1場主場及2場客場拿下勝利，讓「前六戰」打完，雙方形成3比3的平手局面，將進行一戰定生死的「第七戰」，最終以90：98遭到逆轉，系列賽以3：4落敗，止步次輪，無緣二連霸。賽季後2022年7月6日加盟的肯塔维奥斯·卡德维尔-波普離隊。

##### 2024-25賽季：次輪魔咒延續，無緣西區決賽
在常规赛末段，金塊開除曾帶隊奪下2023年總冠軍的主帥迈克尔·马龙，由助理教練阿德尔曼接替成為代理總教練。除了馬龍之外，金塊總經理布斯（Calvin Booth）也一併被開除。
例行賽最終成績為50勝32負，排名為西區第四，晉級季後賽；首輪將對決西區第五種子洛杉磯快艇，在場數一度落後1：2的情況下最終以4：3淘汰對手（包括亞倫·高登在第四場的壓哨絕殺），將在次轮對決西區第一種子俄克拉何马城雷霆。系列賽在場數一度領先2：1的情況下，最終被對方逼到搶七大戰，第七戰以93：125落敗，大比分為3：4，連續兩年止步次輪。

### 其他
- 金塊在2020年NBA季後賽創造了一個記錄：他們在首圈及次圈先後面對猶他爵士及洛杉磯快艇的系列賽都曾經落後總局數1比3的絕對劣勢下反勝對手。這是NBA史上首支單季經歷兩次落後1比3局面最終晉級的球隊。
- 金塊是繼聖安東尼奧馬刺後第二支奪得NBA總冠軍的前ABA球隊，巧合的是馬刺於1999年首奪總冠軍時，對手是在東岸排名第八種子的紐約尼克；金塊則是面對東岸第八種子的邁阿密熱火。這兩屆都是NBA史上僅有兩次有八號種子能夠晉身NBA總決賽，且最後均以總比分1比4負於對手。
- NBA有三個跟高得分有關的記錄都跟金塊有關：1983年12月13日，金塊主場迎戰活塞，全場總比數186比184創下NBA單場最高總分（370分），而活塞的186分及金塊的184分則分別創下單一球隊單場最高得分記錄以及輸球球隊最高得分記錄；1990年11月2日，金塊主場迎戰金州勇士，最終兩隊以162比158創造NBA常規時間分勝負下的最高總比分（320）；8日後，金塊作客鳳凰城太陽，全場總分173比143，太陽取得的173分是NBA單一球隊單場常規時間最高得分記錄。但不光彩的是，這三場比賽的負方都是金塊。
- 金塊在2023年奪冠球季創造了多個球隊記錄，除了首奪總冠軍外，更是首次奪得西岸第一種子、首次奪得西岸冠軍並首次晉身總決賽、首次在系列賽總局數擊敗洛杉磯湖人、首次在季後賽系列賽不失一局（4:0）；而對湖人來說，這次系列賽是他們在季後賽七場四勝賽制系列賽第九次面對0比3絕對劣勢，此前8次他們在第四戰也輸掉，這次也不例外。另外這場失利也是勒布朗·詹姆士第100場季後賽失利。

## 名人堂

### 球員
- 阿历克斯·英格利什
- 丹·伊塞爾
- 大衛·湯普森
- 博比·瓊斯

### 教練
- 拉里·布朗
- 喬治·卡爾

## 退休球衣號碼
| 丹佛掘金 退役球衣号码球员 |                   |        |         |
| 背號                      | 球员              | 位置   | 時間    |
| 2                         | 阿历克斯·英格利什 | 前鋒   | 1980–90 |
| 12                        | 法特·利弗         | 後衛   | 1984–90 |
| 33                        | 大卫·汤普森       | 前鋒   | 1975–82 |
| 40                        | 拜伦·贝克         | 中鋒   | 1967–77 |
| 44                        | 丹·伊塞爾         | 中鋒   | 1976–85 |
| 55                        | 迪肯貝·穆托姆博   | 中鋒   | 1991–96 |
| 432                       | 道奇·莫           | 主教練 | 1980–90 |

## 外部連結
- 官方網站 （页面存档备份，存于）（英文）
- Instagram